# سوكوبان

صورة من لعبة شيف إت والتي أنتجه شركة سيجا سنة 1990م.

القائمة الرئيسية من اللعبة الأصلية سوكوبان لنظام سيجا ميجا درايف، والتي صدرت سنة 1989م

سوكوبان (باليابانية: 倉庫番) (بالإنجليزية: Sokoban)‏، هي لعبة فيديو إلكترونية من نوع ألغاز ودفع الصناديق بإتجاه الصحيح، حيث قام المطور والمنتج اللعبة الياباني هيرويوكي إماباياشي بنشر اللعبة للشركة اليابانية المسمى ثينكينغ رابيت سنة 1982م، حيث حصلت شركة يابانية أخرى تدعى إن سي إس حصولها على الترخيص من الشركة الأم بتوزيع اللعبة على نظام التشغيل سيجا ميجا درايف، وتوزيعها في الأسواق اليابانية سنة 1989م، ومن ثم نشرها إلى اللغة الإنجليزية سنة 1990م.

## الإنتشار
أنتشرت هذه اللعبة على عدة أنظمة التشغيل في فترة الثمانينات والتسعينات من القرن العشرين، ومازال هذه اللعبة تجدد إصداراتها على حسب الأنظمة التشغيل الحديثة مثل نظام ويندوز.

## طريقة اللعب
طريقة اللعبة هي أن يرتب العامل الصناديق حسب العلامات التي تحدد الأماكن المتاحة، وألا تدفع صندوقاً إلى الجدار أو الزاوية، فإنه في هذه الحالة لا يمكن من تحريك الصندوق مرة أخرى، وحيث يتيح للعامل التراجع عن خطوة واحدة فقط، وإذا أخفق، فإنه على اللاعب أن يعيد المرحلة من جديد.

## روابط خارجية
- سوكوبان على موقع IMDb (الإنجليزية)